# Die gebärende Frau
Die Bildrede von der gebärenden Frau ist ein Gleichnis Jesu. Es ist Teil der Abschiedsrede Jesu, die im Evangelium nach Johannes in den Kapiteln 13–17 überliefert ist.

## Kontext und Inhalt
Auf die Ankündigung Jesu, dass sie ihn nur noch eine kleine Weile sehen werden, nach abermals einer kleinen Weile dann wieder sehen werden (Vers 16), fragen sich seine Jünger, was das bedeutet. Jesus antwortet darauf, dass sie „weinen und klagen“ werden. Ihre Traurigkeit soll jedoch in Freude verwandelt werden. Um dies näher zu erläutern erzählt Jesus daraufhin das Bildwort von der gebärenden Frau:

„Eine Frau, wenn sie gebiert, so hat sie Schmerzen, denn ihre Stunde ist gekommen. Wenn sie aber das Kind geboren hat, denkt sie nicht mehr an die Angst um der Freude willen, dass ein Mensch zur Welt gekommen ist.“

Analog dazu sind die Jünger nun traurig, sie werden ihn jedoch wieder sehen und ihr „Herz soll sich freuen, und ihre Freude soll niemand von ihnen nehmen“. Daran schließt sich die Zusage an, dass der Vater die Bitten der Jünger im Namen Christi erhören wird.

## Erklärungen
Der Bibelabschnitt zu dem das Bildwort gehört, hat das Weggehen und Wiederkommen Jesu zum Thema. Das Erstere, das „nicht mehr sehen“, bezieht sich auf den Tod Jesu am Kreuz. Das Letztere, das „dann werdet ihr mich sehen“, bezieht sich auf das endgültige Kommen Christi am Ende der Zeiten, welches durch die Erscheinung des Auferstandenen in dieser Welt schon durchschimmert. Die Ausführungen Jesu beantworten die Frage der Jünger nicht direkt. Durch die Versicherung, dass ihre „Traurigkeit in Freude verwandelt werden soll“, deutet er jedoch die Situation und dämpft dadurch die Angst der Jünger, da am Ende eben große Freude stehen wird. Durch das Bild von der gebärenden Frau, die zwar Schmerzen und Angst ertragen muss, am Ende aber große Freude über das neugeborene Kind erfährt, wird dies veranschaulicht.